# Cercestis taiensis
Cercestis taiensis là một loài thực vật có hoa trong họ Ráy (Araceae). Loài này được Bogner & Knecht publ. 1995 mô tả khoa học đầu tiên năm 1994.